# Антиох VII Сидет
Антиох VII Эвергет (др.-греч. Ἀντίοχος Ζ΄ Ευεργέτης; близко 160 г. до н. э. — 129 г. до н. э.), прозванный Сидетом (др.-греч. Σιδήτης) — царь государства Селевкидов с 138 года до н. э. Антиох VII одержал победу над узурпатором Диодотом Трифоном и восстановил власть Селевкидов над Сирией, утраченную его братом Деметрием II Никатором. После годичной осады Иерусалима установил свою власть над Иудеей, заставив еврейского первосвященника Йоханана Гиркана платить дань. В Восточной кампании царю удалось вернуть почти все территории, утраченные в результате парфянской агрессии, но последующие неудачи привели к поражению и его смерти. Хотя Антиоху и удалось укрепить государство, но поражение от парфян привело к краху государства Селевкидов как эллинистической империи. После поражения под властью селевкидских правителей остались только Сирия и Киликия.

## Происхождение и приход к власти
Антиох был младшим сыном селевкидского царя Деметрия I Сотера и его жены Лаодики, которую большинство исследователей отождествляют с Лаодикой V, женой последнего царя Македонии, Персея. В таком случае родители Антиоха были родными братом и сестрой. Однако, некоторые исследователи отрицают такое отождествление. Дата рождения Антиоха доподлинно неизвестна. Она высчитывается согласно утверждению из «Хроники» Евсевия Кесарийского, что царь умер в возрасте 35 лет. Тогда получается, что он родился около 164 года до н. э. В то время его отец находился в Риме в качестве заложника. Эдвин Беван критиковал эту дату, утверждая, что Деметрий I женился на сестре уже после того как стал царём в 162 год до н. э. Поэтому он датировал рождение Антиоха более поздним временем. Однако не все исследователи разделяют версию Бевана.
Антиох вырос в памфилийском городе Сиде, куда его отправил отец незадолго перед своим свержением. Антиох остался на чужбине и после того, как его старший брат Деметрий II Никатор низверг узурпатора Александра I Баласа и сам стал царём. После неудачного Парфянского похода Деметрия II, закончившегося его пленением, государство Селевкидов оказалось без правителя. В то же время очередной узурпатор Диодот Трифон контролировал значительную территорию Сирии вместе с её столицей Антиохией-на-Оронте. В этот сложный для государства момент Антиох находился на Родосе. Узнав о пленении брата, он возвратился на родину. В Селевкии Пиерии Антиох встретился с Клеопатрой Теей, женой брата. Иудейский историк Иосиф Флавий утверждал, что Антиоха в Селевкию пригласила именно Клеопатра. Антиох женился на Клеопатре и усыновил своего племянника Селевка. Буше-Леклерк отмечал, что брак с египетской царевной оказал если не действенную поддержку, то хотя бы нейтралитет государства Птолемеев в сирийских делах. Первая книга Маккавеев указывает началом правления Антиоха VII ΔΟΡ (174) год, считается, что дата дана по эре Селевкидов, данный год длился с октября 138 по сентябрь 137 годов до н. э., это подтверждается датировкой античного историка Порфирия — четвёртый год 160 Олимпиады(138/137 годы до н. э.). Исходя из сообщения римского историка Марка Юниана Юстина, что свадьба состоялась вскоре после воцарения, современный исследователь Крис Беннет датировал её началом 137 года до н. е. Антиох VII стал первым за долгое время царём, получившим поддержку среди греко-македонского населения страны.

## Борьба с Диодотом Трифоном
Молодой царь смог собрать вокруг себя много сторонников и довольно быстро захватил Сирию. Диодот Трифон бежал в Финикию, но Антиох VII преследовал его до крепости Дора, где спрятался узурпатор. Дора считалась неприступной, поэтому Антиоху пришлось осадить её. В то же время царь отправил послов к иудейскому первосвященнику Симону Хасмонею с призывом о помощи. Симон откликнулся на просьбу Антиоха VII из-за того, что Трифон ранее коварно убил Йонатана, брата Симона. Первосвященник отправил к царю две тысячи отборных воинов, золото, серебро и припасы. Также Антиох VII получил от города-государства Арвад сильный флот, который ему был нужен, чтобы заблокировать Дору со стороны моря. Благодарный царь после победы над узурпатором вернул Арваду право чеканить собственную монету, которого он был лишён 43 года назад Антиохом IV Эпифаном. Как отмечал исследователь Элиас Бикерман, это было последним упоминанием о флоте Селевкидов в исторических источниках. Трифону удалось сбежать из крепости в Апамею, однако во время осады города он был схвачен и казнён по приказу Антиоха VII или, по другой версии, был вынужден покончить жизнь самоубийством.

## Война с евреями

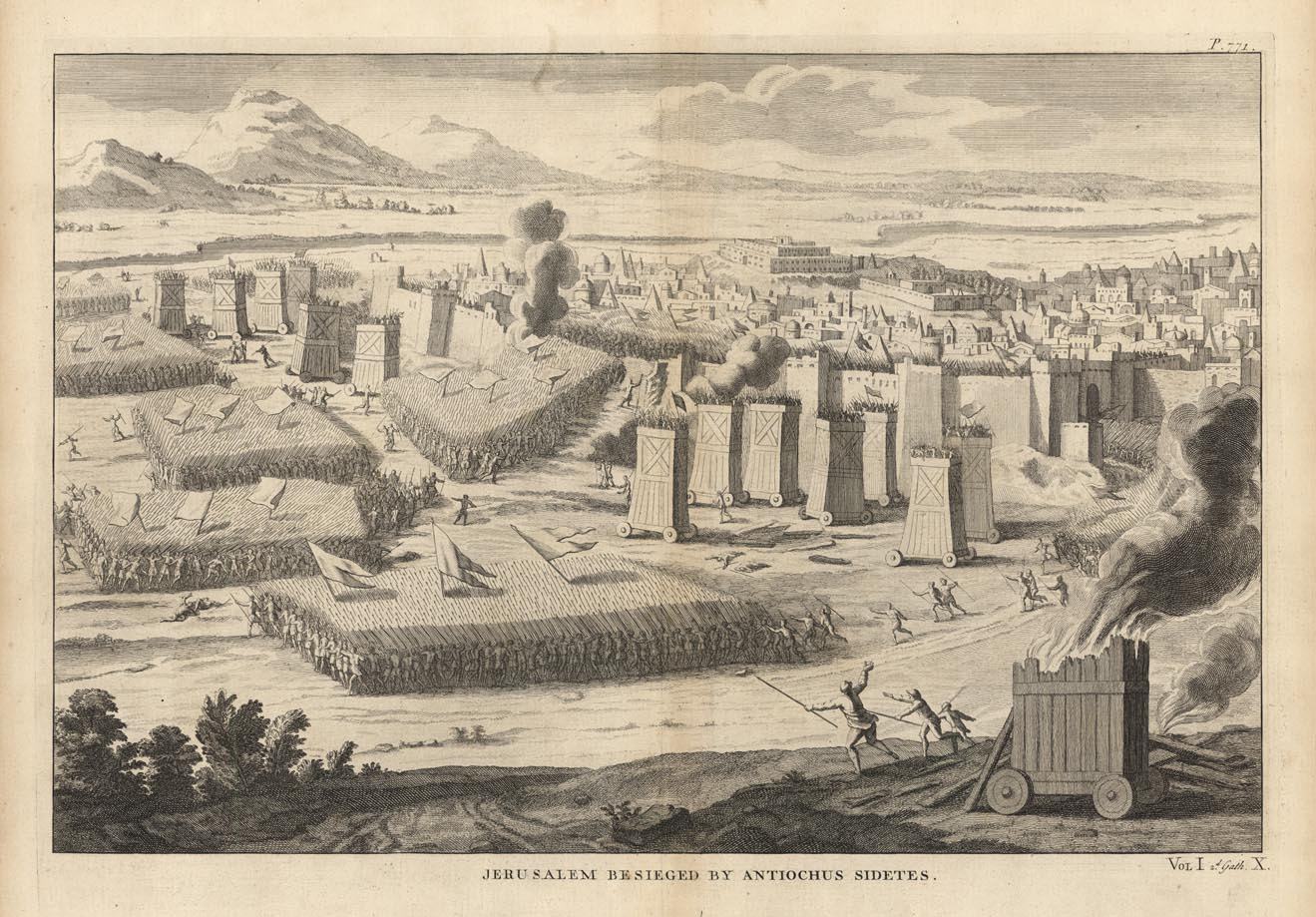
Осада Иерусалима войском Антиоха VII. Рисунок из книги «Dictionnaire historique, critique, chronologique, geographique et litteral de la Bible» (1720).

Одержав победу над узурпатором, молодой царь начал укреплять свою власть над зависимыми народами, среди которых были и евреи. Изначально отношения Антиоха с данным семитским народом были мирными. Симон Хасмоней послал помощь Антиоху, когда последний держал в осаде Дору. В Первой книге Маккавеев отмечается, что царь почему-то отказался от даров Симона и сделал его своим врагом, однако Иосиф Флавий рассказывал, что царь принял помощь, а вражда началась уже после свержения Трифона. Высказывалось мнение, что помощь от Симона была либо недостаточной, либо же запоздалой.
Сначала к Иерусалиму прибыл Афинобий, друг царя, с целью взыскать компенсацию в размере тысячи талантов за захваченные евреями города Газару и Иоппию. Симон показал посланнику свои богатства, а затем предложил сумму в десять раз меньше. Возмущенный посланник повернулся к Антиоху. Царь отправил войско во главе с Кендебием, чтобы наказать Симона и построить крепость Кедрон. Данный поход закончился неудачей, но почему именно неизвестно. Древние источники указывают разные причины: или Симон разбил вражеское войско в битве, или же одержал победу благодаря партизанской тактике.
Тогда Антиох решил собственноручно решить этот вопрос. Сам поход разными источниками датируется по-разному, но в промежутке 134—130 годов до н. э. К тому времени Симона Хасмонея уже не было в живых, его убил его зять, Птолемей, сын Авува. Последний планировал стать новым первосвященником с помощью войск Селевкидов, но сын Симона Йоханан Гиркан смог одержать победу над убийцей своего отца и стал новым первосвященником. Высказывалось мнение, что именно Антиох VII подтолкнул Птолемея к этому преступлению. Также перед походом Антиох VII отправил богатые дары римскому полководцу Сципиону Эмилиану, что расценивается некоторыми исследователями как попытка получить гарантию невмешательства римлян в войну с их союзниками.
Около 134 года до н. э. селевкидская армия во главе с Антиохом VII разграбила Иудею и осадила Иерусалим. Северная сторона города была самой уязвимой, поэтому именно там царь приказал построить сто трехэтажных осадных башен и разместил в них по отряду солдат. Также вокруг Иерусалима был вырыт глубокий и широкий двойной ров. Евреи страдали от ежедневных атак врага и голода, нехватку воды они смогли компенсировать сбором дождевой. Йоханан, поняв, что не сможет прокормить всех людей, приказал оставить в городе лишь боеспособных, а всех остальных выгнать из города. Впрочем, изгнанники не смогли преодолеть укрепления Антиоха и остались под городской стеной, многие из них умерли от голода. Когда наступил праздник Суккот, Йоханан сжалился над изгнанниками и приказал впустить их в город. Тогда же он запросил у царя недельное перемирие, чтобы евреи имели возможность отпраздновать Суккот. Антиох не только согласился на просьбу Йоханана, но и отправил жертвенные дары, быков с позолоченными рогами и золотые и серебряные чаши с благовониями. Евреи были поражены поступком Антиоха, и прозвали его Евсебом (др.-греч. Εὐσεϐής), то есть благочестивым. Таким образом, начались мирные переговоры. Осада длилась почти год.

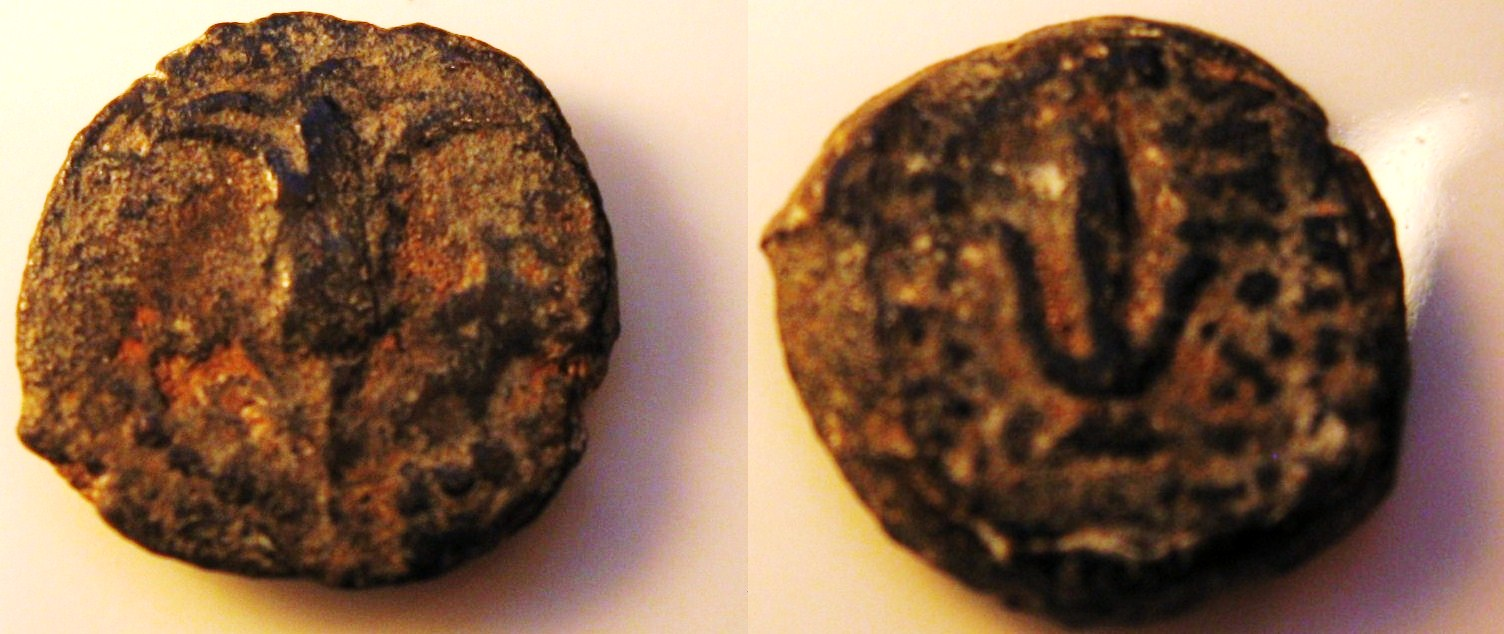
Бронзовая монета Антиоха VII отчеканенная в Иерусалиме.

Друзья царя предлагали воспользоваться случаем и уничтожить евреев. По их словам, евреи — это единственный народ, который избегал отношений с другими народами и смотрел на всех людей как на врагов, но Антиох решил поступить по-своему. В результате переговоров евреи сложили оружие, отказались от посягательств на города за пределами Иудеи, выплатили пятьсот талантов дани и дали заложников, среди которых был брат Йоханана. В свою очередь Антиох подтвердил все права и привилегии, которые получили евреи от его предшественников, среди которых было и право на чеканку монеты. Евреи оставались преданными Антиоху до самой его смерти и участвовали, во главе с Йохананом, в Парфянском походе царя.
Существуют несколько версий, почему Антиох VII прекратил осаду и подписал мирный договор с евреями. Одни исследователи связывают это с давлением со стороны Римской республики, которая имела союзный договор с государством Хасмонеев, другие — с парфянской агрессией на востоке. Российский исследователь Аркадий Абакумов считал, что своими поступками Антиох VII показал, что в политике в отношении покоренных народов он отказывается от насильственных действий Антиоха IV Епифана и возвращается к умеренной политике Антиоха III Великого. Царь преуспел в своем походе и обошёлся без больших человеческих потерь.

## Парфянская война

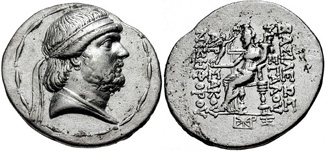
Тетрадрахма Фраата II.

После того, как царь удачно разобрался с внутренними проблемами, он решил отвоевать у Парфии территории, утраченные его предшественниками. Согласно древнеримскому эпитоматору Юстину, одной из причин войны был бывший правитель Деметрий II Никатор, находившийся в плену. В Парфии он был почётным пленником, его женили на Родогуне, дочери царя Митридата I и поселили в Гиркании. Хотя Деметрий предпринял несколько попыток бежать, парфяне схватывали его и возвращали, планируя использовать его в предстоящей войне с государством Селевкидов. Антиох решил не ждать этого и первым атаковал.
Огюст Буше-Леклерк среди причин восточного похода Антиоха VII указывал на его сомнительный статус как правителя. Хотя он и победил узурпатора Диодота Трифона, но и сам мог выглядеть узурпатором в глазах подчинённых. Он объявил себя царём вместо того, чтобы быть временным правителем и договариваться о выкупе из плена законного правителя Деметрия II. Также к войне с Парфией могла подталкивать жена Антиоха VII — Клеопатра Тея, которая, вероятно, имела большое влияние на мужа, потому что ей он был обязан властью. По мнению исследователя, Клеопатра Тея не планировала вернуться к бывшему мужу, но боялась его освобождения самостоятельно или по повелению Фраата II. Поэтому она хотела освободить Деметрия II из парфянского плена и держать его под контролем. Другие планы по отношению к брату Буше-Леклерк приписывал царю, в случае успешного восточного похода Антиох VII мог отдать Деметрию II в управление верхние сатрапии.
Весной 131 года до н. э. Антиох собрал огромное войско и отправился в поход на парфян с целью вернуть территории, утраченные его братом. Численность селевкидского войска разнится в источниках. Согласно Юстину у Антиоха было восемьдесят тысяч солдат и двести тысяч в обозе, хотя позже он писал о 100 тысячах пехоты и двадцати тысячах кавалерии. Диодор Сицилийский писал, что всего было 300 тысяч человек, а Павел Орозий отмечал 100 тысяч военных и двести тысяч гражданских. Современные исследователи считают данные цифры значительно завышенными. Численность войска Антиоха VII намного превышала армии его предшественников. Так, Антиох III в битве при Магнезии имел 72 тысячи человек, а у Антиоха IV во время смотра войск в Дафнах было 50 тысяч. Большая численность гражданского населения в войске натолкнула исследователей на мысль, что поход был военно-колонизационной экспедицией. Антиох VII стремился построить новые города на отвоёванных территориях и эллинизировать местное население и, таким образом, вернуть лояльность этих земель, которая была потеряна после истребления местного греческого населения парфянами во время восточного похода Антиоха III. Античный автор Посидоний из Апамеи упрекал Антиоха VII, что его армия была перегружена поварами, пекарями, актёрами, на что Элиас Бикерман замечал, что моралист недооценивал важность интендантской службы, без которой армия превращается в шайку мародёров. Во время похода Антиоха VII сопровождали дети Деметрия II. По мнению Огюста Буше-Леклерка, взяв их, царь показывал парфянам, что он сражается за интересы ветви Деметрия II, которую они считали легитимной. Также дети могли помочь в случае переговоров Антиоха VII с братом.
Кампания началась удачно, царь нашел поддержку среди греческого населения Междуречья и Вавилонии. Жители Селевкии-на-Тигре сами подняли восстание и убили Эния, парфянского наместника. Также на сторону Антиоха перешли местные правители, которые платили дань парфянам. В Вавилонии царь трижды разбил войска противника, в том числе в битве на реке Ликос, где ему противостоял полководец Индат. В честь победы Антиох VII приказал построить памятник и согласился на просьбу евреев остаться на два дня, чтобы последние могли отпраздновать Пятидесятницу. Считается, что, согласившись, царь смог укрепить лояльность среди евреев и получил время для перегруппировки армии после битвы.
После захвата Вавилона Антиох принял, подобно Антиоху III, эпиклесу Великий (др.-греч. Μέγας). В результате удачных действий царя, под властью Фраата II осталась лишь Парфия. Селевкидская армия была расквартирована на покорённой территории и осталась на зимовку. У современных исследователей нет единодушного мнения, где именно зимовало войско Антиоха. Советский исследователь Анатолий Бокщанин указывал на Мидию, но позже немецкий историк Томас Фишер высказал мнение о Гиркании и Парфии, которую поддержал Геннадий Кошеленко. Мидия была одной из самых эллинизированных провинций, и маловероятно, что местное население восстало против соплеменников. В то время Парфия и Гиркания были менее эллинизированны, к тому же греческое население упомянутых провинций значительно сократилось после событий во время Восточного похода Антиоха III.
Увидев, что силой над Антиохом VII не одержать победы, парфянский царь прибегнул к хитрости. Чтобы усыпить бдительность царя, Фраат II отправил к нему послов договариваться о мире. В то же время он приказал укрепить свою столицу — Нису и нанял войско саков, которые недавно захватили Пенджаб. Также, чтобы дестабилизировать силы противника, он отпустил Деметрия II и отправил его в Сирию, дав отряд парфян. Антиох VII был убеждён, что парфяне были уже не в состоянии сопротивляться и поэтому выдвинул следующие требования: отпустить Деметрия II и отпустить его домой, вернуть все завоёванные территории, кроме родовых владений парфян, и стать данником Селевкидов. Впрочем, парфянский царь не принял эти требования, потому что переговоры были ему нужны лишь для того, чтобы выиграть время. Затем Фраат II начал побуждать города, где зимовали селевкидские войска, к восстанию. Местные жители страдали от насилия солдат и были вынуждены поставлять им продукты, особенно своей жестокостью отличился стратег Антиней. В такой ситуации Фраат II нашел много сторонников. Города восстали одновременно в обговоренный день и селевкидские гарнизоны не имели возможности поддержать друг друга, к тому же один из виновников восстания, стратег Антиней, бежал, оставив войско без командования. Когда об этом узнал Антиох VII, он с силами отправился на помощь более близким гарнизонам, но неожиданно столкнулся с парфянским войском. Несмотря на советы своих друзей отступить, царь решил дать бой противнику. Несмотря на храбрость Антиоха, его войско было разбито. Сам он, чтобы не быть захваченным в плен, направил своего коня в пропасть. Парфяне были поражены его храбростью и организовали торжественные похороны. Согласно Посидонию из Апамеи, царь Фраат II сказал такие слова перед гробом своего врага: «погубили тебя, Антиох, пьянство и безрассудство: ты надеялся большими чашами вычерпать царство Арсака». Затем его тело в серебряном гробу отправили на родину. Вся Сирия с трауром оплакивала своего любимца.
Парфяне пленили детей Деметрия II, которые были в свите Антиоха: сына Селевка и дочь. С Селевком обращались согласно его статусу и впоследствии его отпустили на родину, а дочь поразила Фраата II своей красотой и он сделал её одной из своих жен.
Со смертью Антиоха VII закончился краткосрочный период усиления власти царя. В результате поражения государство Селевкидов понесло значительные человеческие потери, от которых оно так и не смогло оправиться. Как писал Эдуард Мейер: «Поражение Антиоха Сидета в 129 году было катастрофой эллинизма в континентальной Азии и одновременно государства Селевкидов». Иудея, Харакена и Осроена стали независимыми государствами, территория, подвластная Селевкидам, ограничивалась Сирией и Киликией. Однако парфяне не смогли воспользоваться случаем и захватить остатки империи. Вскоре Фраат II и почти всё парфянское войско было уничтожено саками, на сторону которых во время битвы перешли эллины из войска погибшего Антиоха VII.
Одной из основных причин поражения Антиоха указывают неудачное управление и разделение войска, когда большая часть армии была рассредоточена по захваченной территории в качестве гарнизонов. В критический момент при царе осталось мало солдат чтобы дать отпор парфянам, а остальные находились очень далеко чтобы помочь. Также среди причин указывают на жестокое отношение к покорённому населению. Первоначально покорённое население дружелюбно относилось к Селевкидам, но жестокость солдат и непродуманная политика снабжения войск привели к восстанию. По мнению Бокщанина, жестокость к местному населению была вызвана нетерпимостью к иноплеменникам среди господствующей элиты государства Селевкидов, состоявшей из македонян, и местью за поддержку парфян в прошлых войнах. Однако Томас Фишер отмечал, что дружелюбно к Антиоху относились жители эллинизированных провинций, Вавилонии и Мидии, а сопротивление оказывали жители более восточных Гиркании и Парфии.

## Личность

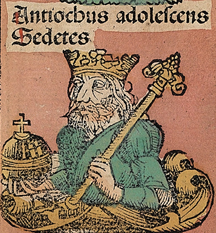
Изображение Антиоха VII с Нюрнбергской хроники (1493 год)

Античные авторы подчеркивали пьянство Антиоха, так Клавдий Элиан называл царя «рабом вина» и добавил его в свой список известных пьяниц. Его современник Афиней Навкратийский также писал о пьянстве Антиоха, ссылаясь на труд Посидония из Апамеи. Согласно Посидонию, Антиох VII проводил ежедневные пиры для всего народа, на которых было множество жаркого и сладостей, кроме того каждый посетитель забирал с собой свежее мясо зверей, птицы и морских животных.
По одной из версий считается, что именно Антиох VII приказал убить эпикурейского философа Диогена из Селевкии, потому что не мог уже терпеть его злословие, Хотя существует версия, что это был Антиох VI Дионис. Огюст Буше-Леклерк также относил к действиям Антиоха VII письмо царя к Фанию, в котором он предписывает изгнать из государства всех философов, казнить юношей, которые у них учились, а родителей учеников наказать. Это письмо, приведённое Афинеем Навкратийским в «Пирующих софистах», считается сомнительным; так немецкий учёный Людвиг Радермахер считал его фальшивкой написанной евреями для дискредитации Селевкидов. Эдвин Беван отмечал, что если письмо не фальшивка, то описанное событие могло произойти только у поколения Антиоха XI Филадельфа или Антиох XIII Азиатского, которых исследователь называл бандитскими главарями. Напротив, Франц Альтхайм относил письмо к правлению Антиоха IV Эпифана.
Иосиф Флавий сначала в своих произведениях крайне негативно относился к Антиоху, называя его напыщенным и испорченным. Но, на протяжении написания «Иудейских древностей», отношение к царю кардинально меняется. После того, как Антиох посылал дары Храму и заключил мирное соглашение с евреями, он становится благочестивым. Тесса Раджак связывала это с тем, что ранние работы Флавия были написаны исключительно на еврейских источниках, а более поздние «Иудейские древности» писались в Риме, где автор имел возможность ознакомиться с произведениями греческих историков. Считается, что еврейский историк изменил свой взгляд на царя после ознакомления с трудами Николая Дамасского и Страбона. Эти труды до нас не дошли, но Диодор Сицилийский, который также использовал труды Николая, называл Антиоха «великодушным и кротким».
Древнегреческий автор Плутарх писал, что «он всем бы хорош, только слишком слушается дурных друзей и поэтому многого не видит и часто, увлекаясь охотой, упускает важные дела».
Среди историков существуют разные оценки Антиоха VII, так Эдвин Беван называл его последним великим правителем из династии Селевкидов, которому была присуща импульсивная энергия, храбрость и великодушие, царь разделял старое македонское увлечение флотоводством и войной. Напротив, Джон Гренджер считал Антиоха VII человеком с ограниченными дарованиями, критикуя как его неудачи в логистике войска, так и политическую деятельность царя. Огюст Буше-Леклерк характеризовал царя, как человека с «палкой и преданной натурой, несколько романтичного, не успевшего достичь зрелости». Российский историк Аркадий Абакумов называл Антиоха VII одним из самых загадочных и противоречивых правителей государства Селевкидов.

## Семья
Антиох был женат на египетской царевне Клеопатре Тее, жене брата. Для двадцатисемилетней Клеопатры это был третий брак, в то же время Антиох был ещё подростком. Известно, что он усыновил своего племянника Селевка, и сделал его своим наследником. О статусе других детей Деметрия II доподлинно неизвестно, но его дочь была при дворе Антиоха во время Парфянского похода. От Клеопатры имел сына, будущего царя Антиоха IX Кизикена. Из «Хроники» Евсевия Кесарейского также известно о ещё четырёх детях: сыновьях Антиохе и Селевке и двух дочерях, которых звали Лаодиками, считается, что эти дети умерли в юном возрасте от болезни. Огюст Буше-Леклерк отмечал, что у царя родилось достаточно много детей за его недолгое правление и допускал, что Евсевий мог смешать детей Антиоха VII с детьми Деметрия II от предыдущего брака.
Басилевс Александр II Забина утверждал, что он был приемным сыном Антиоха, в то же время он называл себя сыном Александра I Баласа. Но древние авторы утверждали, что Александр Забина был самозванцем и его настоящим отцом был египетский торговец по имени Протарх.

## Титулатура
Полная титулатура известна по надписи с Аке-Птолемаиды, где царь был назван Мегас С(отер) Эвергет Каллиник. Основной эпиклесой, которой пользовался Антиох, была Эвергет (др.-греч. Eυεργέτης, Благодетель), именно она чеканилась на большинстве монет. После захвата Вавилона Антиох принял эпиклесу Мегас (др.-греч. Μέγας, Великий), повторяя своего прадеда Антиоха III, получившего эту эпиклесу за успешный восточный поход. Эпиклесу Сотер (др.-греч. Σωτήρ, Спаситель) упоминает Иосиф Флавий, но нет сведений, когда она была принята. Бокщанин считал, что эпиклесу Антиох получил от своих сторонников во время борьбы с Диодотом Трифоном. Об эпиклесе Каллиник (др.-греч. Καλλίνικος, Добрый победитель) нет других упоминаний относительно Антиоха VII.
Также из труда Иосифа Флавия известно, что Антиох был прозван жителями Иерусалима Евсебом (др.-греч. Εὐσεϐής, Благочестивый), после того как принес дары Храму и заключил мирный договор с евреями. Этой эпиклесой они подчеркивали отличие царя от одного из своих предшественников, Антиоха IV Епифана, который своими поступками вызвал ненависть среди евреев. Эпиклеса не встречается в других источниках по отношению к Антиоху VII. Однако её малоупотребление не может быть основанием, чтобы утверждать что эпиклеса выдумана Иосифом Флавием, или использовалась лишь евреями.
У античных авторов Антиох был известен под прозвищем Сидет (др.-греч. Σιδήτης; Сидетский) за то, что родился в памфилийском городе Сиде.

## Монеты

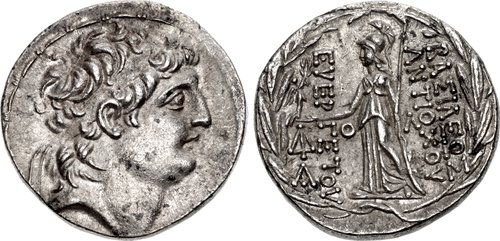
Каппадокийская имитация монеты Антиоха VII. На реверсе изображена Афина Никифор

Известен только один тип золотых монет Антиоха VII — это статер аттического стандарта с изображением Ники на колеснице. На серебряных монетах аттического веса изображалась Афина Никифор на тетрадрахмах и Ника на драхмах. Исключением были монеты из киликийских городов Солы, Тарса и Маллос, которые чеканили монеты с реверсом местных типов. На монетах Антиоха VII из Тарса впервые появляется изображение местного божества Санда в виде ассирийского бога, которое ассиролог Стефани Далли связывала со статуей, установленной царём Синаххерибом.
Монеты финикийского стандарта чеканились с традиционным изображением птолемеевского орла. В отличие от стандартизированных золотых и серебряных монет, существовало большое разнообразие бронзовых монет. Большинство монет были местных типов и лишь некоторые с традиционными для Селевкидов изображениями Аполлона или якоря. После заключения мирного договора с Йохананом Гирканом в Иерусалиме началась чеканка медных монет от имени Антиоха VII, на них были изображены лилия и якорь, символы Хасмонеев и Селевкидов соответственно. Также известна очень редкая свинцовая монета, отчеканенная в южной Келесирии.
Из-за своей распространенности и массовости тетрадрахмы Антиоха VII были имитированы каппадокийскими правителями уже после смерти селевкидского царя. От настоящих тетрадрахм они отличались лишь дополнительными монограммами. Их выпуск начался при правителе Ариарате VII и продолжался при его преемниках Ариарате VIII, Ариарате IX и Ариобарзане I.

## Изображения
Исследователь Роберт Флейшер в своей работе о портретах Селевкидов идентифицировал четыре изображения Антиоха VII. Однако эти атрибуции не являются общепринятыми. Список изображений:
- Мраморная голова в Новой Глиптотеке Карлсберга (инвентарный номер 447).
- Бронзовая скульптура в Национальном музее Ирана (инвентарный номер 2477)[91].
- Серебряная эмблема с изображением головы в фригийском колпаке анфас. Современное место нахождения неизвестно[92].
- Гемма в Лувре из коллекции Луи де Клерка[фр.].

Также с Антиохом VII связывают камею с изображением молодого Геракла в Венском Музее истории искусств.

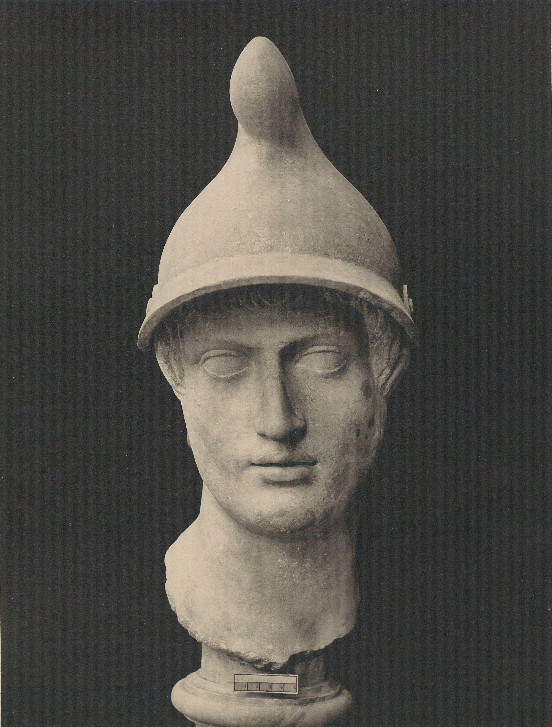
Мраморная голова
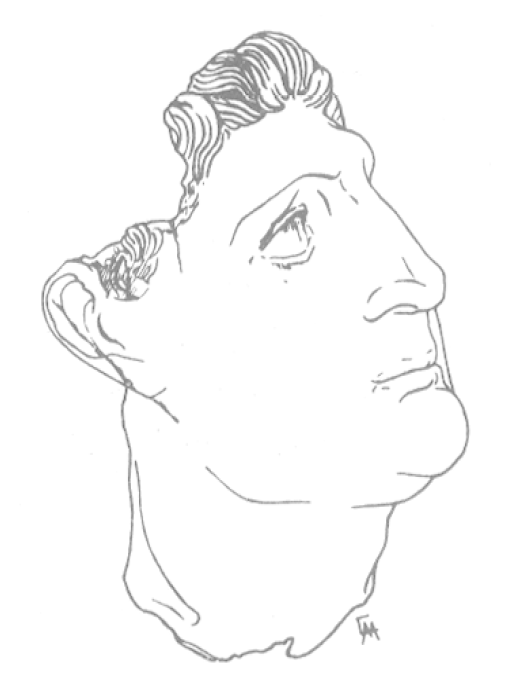
Рисунок головы бронзовой скульптуры
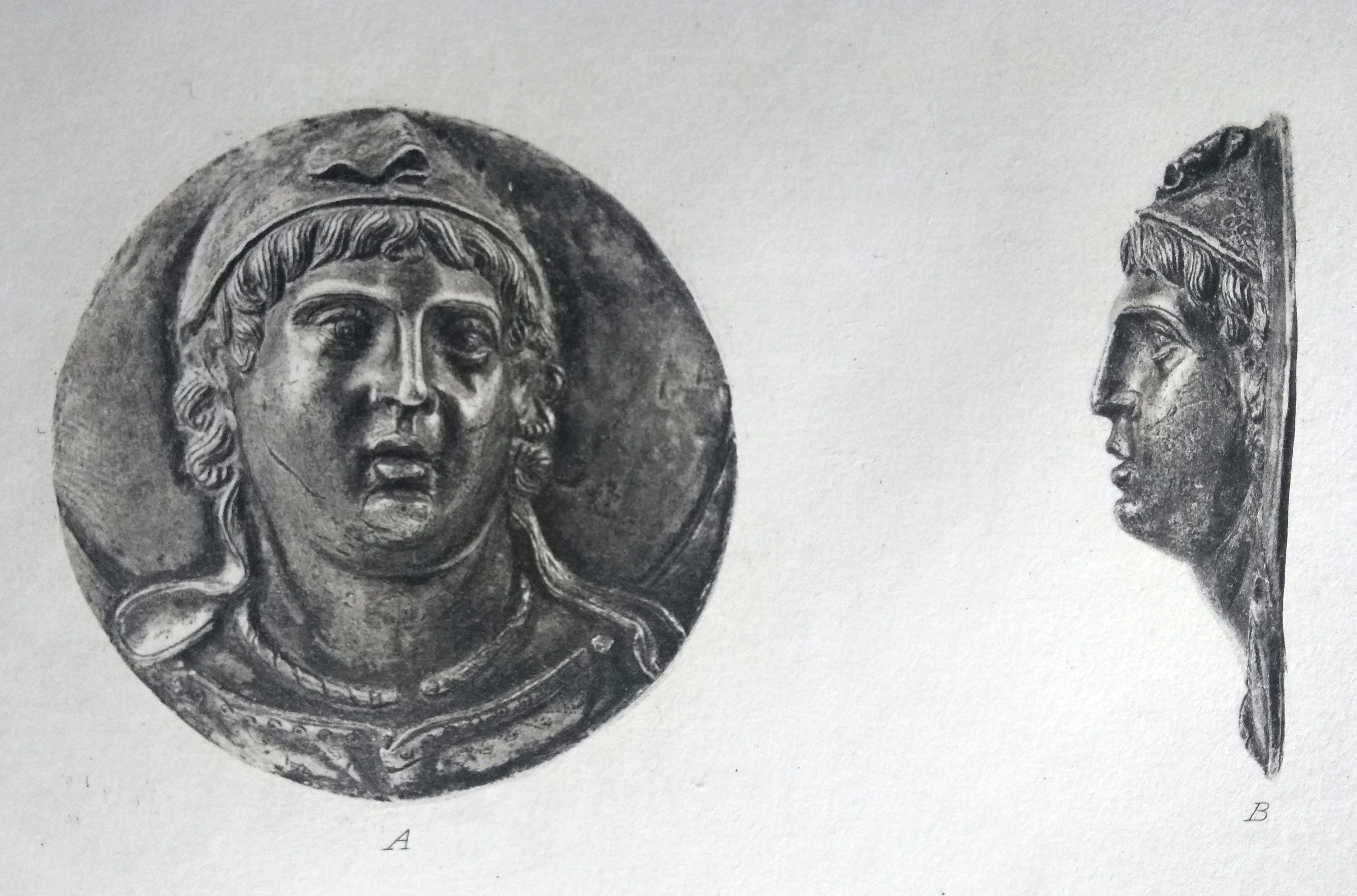
Серебряная эмблема
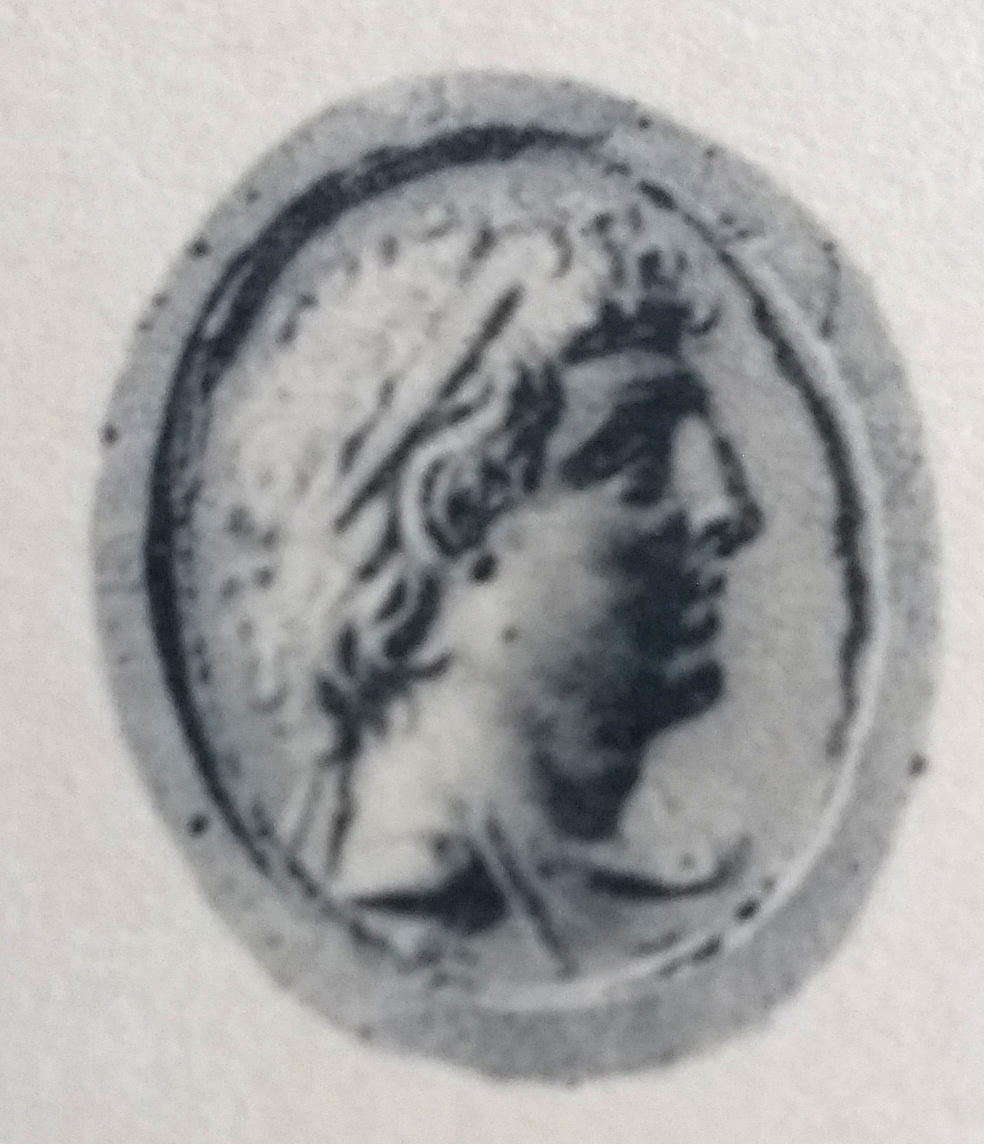
Гемма из Лувра
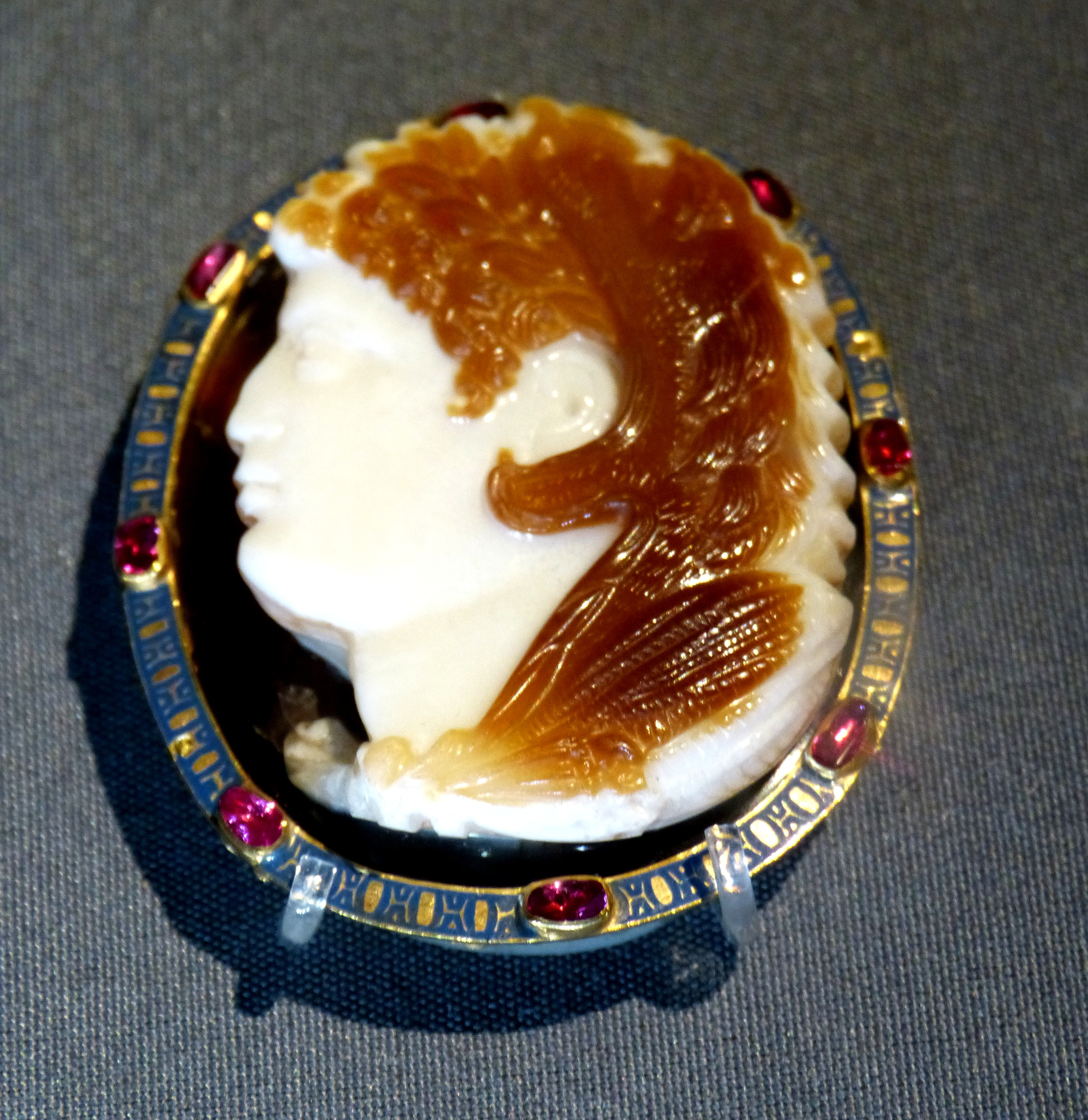
Камея изображающая Антиоха VII в образе Геракла

### Комментарии
1. ↑  Французский историк Огюст Буше-Леклерк отмечал, что Посидоний происходил из Апамеи, родного города Диодота Трифона, к уроженцам которой завоеватель Антиох VII относился не очень хорошо[41].
2. ↑  Антиох VII не знал, что его брата парфяне уже освободили.
3. ↑  Американский историк Нельсон Дибвойз интерпретировал этот термин как Парфию[51], а советский историк Сергей Толстов — как Парфию и Гирканию[52].